# Río Táchira
El río Táchira es una corriente de agua que corre entre el estado Táchira en Venezuela y el departamento de Norte de Santander en Colombia. Durante todo el trayecto desde su nacimiento hasta su desembocadura sirve de frontera natural entre ambos países y le dio el nombre al mencionado estado venezolano.

## Geografía

### Nacimiento
El río Táchira nace a 3368 m s. n. m. al noroeste del páramo de Tamá en el cerro de las banderas entre el estado venezolano de Táchira y el departamento colombiano Norte de Santander, siendo su nacimiento un punto limítrofe entre ambas naciones.

### Curso medio
En esta parte del cauce se encuentran:
- Toledo.
- Herrán.
- Ragonvalia.
- Rafael Urdaneta.
- Puente Internacional Francisco de Paula Santander.
- Pedro María Ureña.
- Puente Internacional Simón Bolívar.
- Municipio Bolívar.
- San José de Cúcuta.
- Villa del Rosario.

### Desembocadura
- Desemboca en el río Pamplonita a la altura de Cúcuta.

### Afluentes
Al cauce del río Táchira aportan a su caudal los siguientes ríos o quebradas:
- por el margen izquierdo

- por el margen derecho

- - Quebrada Media Libra a la altura de Herrán
  - Quebrada La Empresa a la altura de Herrán
  - Quebrada Agua Blanca a la altura de Herrán
  - Quebrada Paso Antiguo a la altura de Herrán.
  - Quebrada La Rascadora a la altura de Ragonvalia, Colombia.
  - Quebrada La Lejía, a la altura de Las Delicias (Táchira).
  - Quebrada La Dantera, a la altura de San Antonio del Táchira
  - Quebrada La Capacha, a la altura del Aeropuerto Internacional Juan Vicente Gómez.
  - Quebrada Seca, Naciente del Municipio Pedro Maria Ureña

## Historia
El nombre propio del río le da nombre al Estado Occidental en donde se localiza, Estado Táchira siendo este de etimología indígena proveniente de los Pueblos originarios de Venezuela.

### Toponimia
El río Táchira da su nombre, que a su vez viene de un vocablo de origen timotocuica (chibcha) proveniente del término tachure con que se identifica a una planta tintórea de color morado que tiene uso medicinal, conocida con el nombre de tun-túa o sibidigua Jatropha gossypiifolia.